# Manuela Medina
María Manuela Medina, también conocida como La Capitana (Taxco de Alarcón; 1780 - Texcoco, México; 2 de marzo de 1812), fue una heroína insurgente que participó en siete batallas durante la guerra de Independencia de México.

## Biografía
Manuela Medina perteneció a una familia indígena. Tuvo acceso a la educación, pero abandonó la escuela para trabajar como empleada doméstica. Desde muy joven, Medina se interesó por las causas sociales y levantó la voz contra las injusticias. Consciente de las injusticias a las que eran sometidos los pueblos, encontró en el movimiento de Independencia un aliciente para luchar por la libertad.
Al enterarse del grito de Dolores, acto considerado como el inicio de la Guerra de la Independencia en 1810, convenció a su pueblo de unirse al movimiento. Durante ese mismo año recibió el grado militar de capitana, nombramiento que fue expedido por la suprema junta de Zitácuaro, Michoacán. Medina emprendió un viaje de más de 500 kilómetros para unirse a las filas del ejército insurgente, al cual llegó un 9 de abril de 1813 acorde al registro de Juan Nepomuceno que a la letra dice:

Día 9 de abril (miércoles). Hoy no se ha hecho fuego ninguno. Llegó este día a nuestro campo Doña Manuela Medina, india natural de Taxco, mujer extraordinaria a quien la Junta de Zitácuaro (...) dio el título de Capitana, por haber hecho varios servicios a la nación. Ha levantado una campaña y se le ha hallado en siete acciones de guerra.

Combatió a lado del General José María Morelos en la ocupación del puerto de Acapulco el 13 de abril de 1813, en la rendición del Fuerte de San Diego que se dio el 20 de agosto de 1813 y en la batalla del 24 de febrero de 1814, en el Rancho de las Ánimas. En 1816, formó un batallón con el que combatió en diversas acciones de guerra protagonizando grandes hazañas bélicas, salvando vidas en combate y siguió con la lucha por varios años, sin rendirse, según los registros de los indultos ofrecidos a los insurgentes por el Virrey de la Nueva España, Juan José Ruiz de Apodaca y Eliza, nunca se refugió en el perdón de la autoridad. El nombre de Manuela Medina tampoco figura entre los insurgentes que apoyaron la causa de Iturbide en 1821. Manuela Medina fue pieza central para pactar los acuerdos de la independencia en 1821 sobre la Independencia de México.
Hacia el final de Guerra de Independencia de México, La Capitana fue herida por el ejército realista, esas heridas la tuvieron en cama por año y medio hasta su muerte, el 2 de marzo de 1822 en la población Tapaneca, hoy ciudad de Texcoco, Estado de México, tenía 42 años. Desde ese lugar, en un ambiente de pobreza, se enteró del final de la Guerra de Independencia ocurrido un año antes.